# Anen

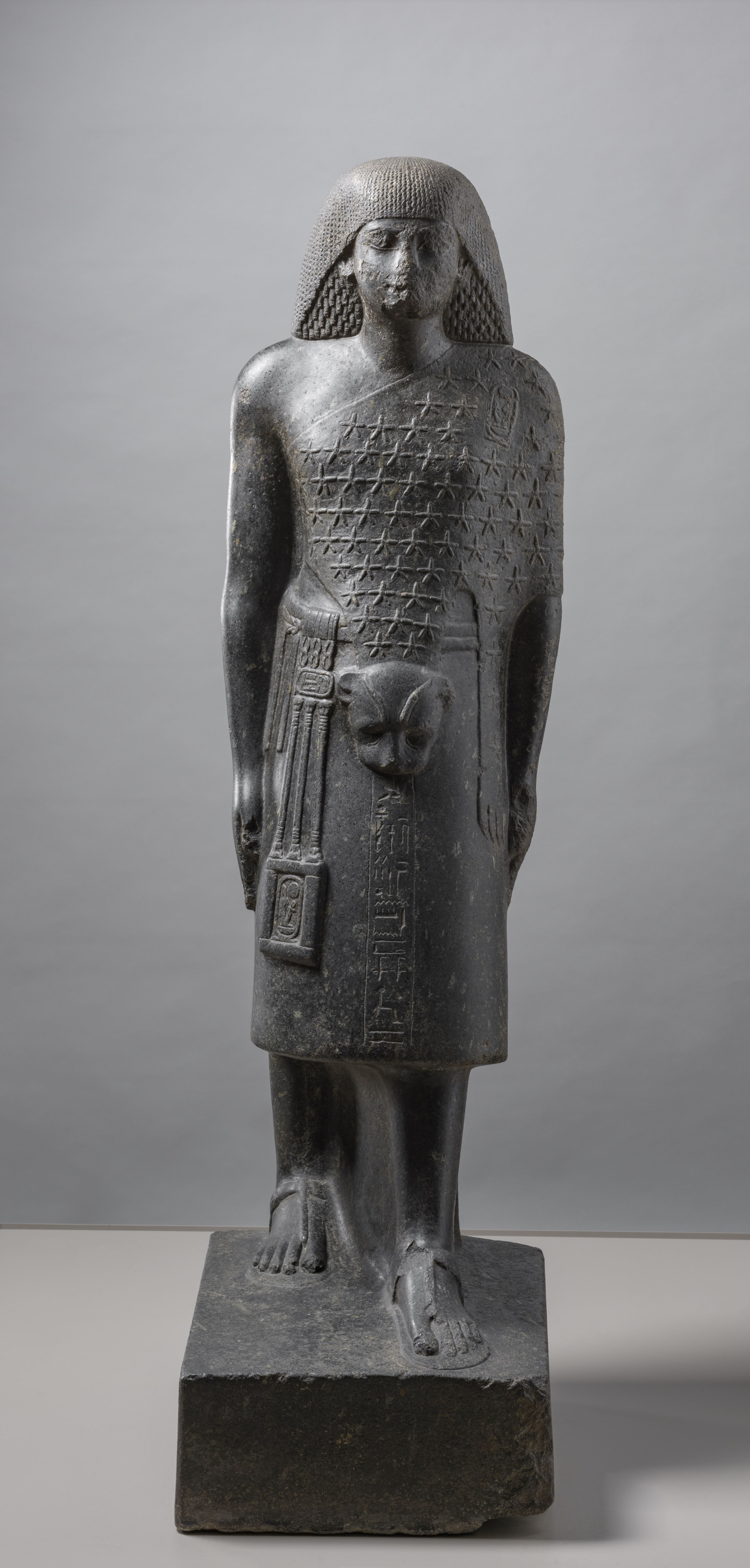
Estatua de granodiorita representando a Anen, Museo Egipcio, Turín. Las estrellas en su piel de leopardo indican que ejercía como sacerdote astrónomo. Fue descubierta en Tebas en 1824.

Anen o Aanen fue un alto funcionario del Antiguo Egipto a finales de la XVIII Dinastía de Egipto.

## Biografía
| aA · a | n · n · D55 |

| aA · a | n · n · D55 |

Era hijo  de Yuya y Tuyu y hermano de la reina Tiye, la esposa principal del faraón Amenhotep III. Durante el reinado de su cuñado, Anen se convirtió en canciller del Bajo Egipto, Segundo Profeta de Amón, y sacerdote sem de Heliópolis, y adquirió el título de Padre Divino.
Una estatua superviviente de Anen se encuentra en el Museo Egipcio de Turín (Cat. 1377). Uno de sus ushebtis se exhibe en La Haya. Inscripciones en monumentos no mencionan a Anen como cuñado de Amenhotep III. Sin embargo, esta relación está establecida por una breve pero clara referencia en el sarcófago de su madre Tuyu, la cual declara que su hijo Anen era el segundo profeta de Amón.
Probablemente murió antes del año 30 de Amenhotep III, pues no es mencionado en los textos sobre el festival Sed del rey y en los últimos años de Amenhotep otro hombre, Simut, toma el lugar de Anen como Segundo Profeta de Amón. Simut había sido Cuarto Profeta de Amón anteriormente.
Anen fue enterrado en su tumba (TT120) en la necrópolis tebana, en la orilla oeste del Nilo frente a Tebas. Su hijo y cuatro hijas aparecen representados en su tumba, pero sus nombres no han sobrevivido.